# كارلو جاكوبسن
كارلو جاكوبسن (بالدنماركية: Carlo Jacobsen)‏ هو رسام دنماركي، ولد في 10 يونيو 1884 في نوربرو في الدنمارك، وتوفي في 17 أكتوبر 1960.

## وصلات خارجية
- كارلو جاكوبسن على موقع IMDb (الإنجليزية)
- كارلو جاكوبسن على موقع قاعدة بيانات الأفلام السويدية (السويدية)
- كارلو جاكوبسن على موقع قاعدة بيانات الفيلم (الإنجليزية)
- كارلو جاكوبسن على موقع كينوبويسك (الروسية)